# Ițhok Sterkman
Ițhok Sterkman (a publicat în principal sub pseudonimul I. B. Țipoir; în idiș ‏ד"ר י.-ב. ציפּור‏‎р, în rusă Ицхок Штеркман, transliterat: Ițhok Șterkman; n. 20 ianuarie 1888, Fălești, gubernia Basarabia, Imperiul Rus – d. 1942, Lagărul de exterminare Auschwitz-Birkenau, Germania Nazistă) a fost un evreu basarabean, dramaturg, eseist și pedagog de limbă idiș.

## Biografie
S-a născut în târgul Fălești din uiezdul Bălți, Gubernia Basarabia (Imperiul Rus). În 1892 familia s-a mutat la Paris, unde Ițhok și-a finalizat școala și a absolvit cu doctorat universitatea. A debutat cu eseuri filosofice în franceză în 1908. În 1912 s-a stabilit la Varșovia, unde, sub influența lui Isaac Leib Peretz a trecut la idiș, în același an a publicat în săptămânalul local Di Yiddish Voh („Săptămâna Evreiască”) un ciclu de cincisprezece eseuri de reflecții filozofice. În același timp, a lucrat ca profesor într-o școală evreiască.
În 1913 prima sa piesă Di shkhine in goles („Inspirație în exil”) a fost publicată ca o carte separată la Varșovia, urmată de dramele In Bavl („În Babilon”, poem dramatic în versuri), Ba di toytern („La poartă”, legendă dramatică în 4 părți, 1922), Nahes fun kinder („Fericirea la copii”, 1922), Der ligner („Mincinosul”, 1922). La 11 ianuarie 1933, poezia sa dramatică „Rebeliunea” în 3 acte și 5 scene a debutat la New York Jewish Art Theatre. O colecție de piese traduse în ebraică a fost publicată în 1922 la Tel Aviv.
În 1928 s-a întors la Paris, de unde s-a mutat ulterior în Belgia (mai întâi la Bruxelles, apoi la Anvers). În Belgia a organizat și condus rețeaua școlară locală a lui I.L. Peretz și colaborat cu ziarul Belgiche Blater („File belgiene”).
După izbucnirea celui de-al doilea război mondial a fugit de la Bruxelles la Anvers, unde a fost arestat și internat într-un lagăr de concentrare temporar. În 1942 a fost deportat la Auschwitz, unde a și murit.